# Mollerussa
Mollerussa – miasto w Hiszpanii w środkowej Katalonii, w prowincji Lleida siedziba comarki Pla d’Urgell. Podstawą gospodarki miasta jest produkcja i przetwórstwo zbóż.